# Zajícovití
Zajícovití jsou čeledí zajícovců, která obsahuje asi 50 rodů savců v naprosté většině s českým rodovým jménem králík, a to kromě jediného rodu zajíc (Lepus).

## Charakteristika
Od pišťuchovitých, druhé čeledi zajícovců, se liší krátkým osrstěným ocasem a charakteristicky protaženými ušními boltci a zadníma nohama.
Zajícovci jsou přirozeně rozšířeni po celém světě s výjimkou Austrálie a Oceánie, kam ovšem byli introdukováni člověkem.
Zdánlivě se některými znaky a způsobem života shodují s řádem hlodavců, vyvíjeli se však od třetihor odlišně.

## Pohyb
Zajícovití jsou obvykle velmi dobrými běžci a skokany. Druhy jako zajíc polní dokážou běžet rychlostí kolem 55 km/h a dělají skoky dlouhé až kolem pěti metrů.

## Systém členění čeledi
- rod Brachylagus
  - králík západoamerický (Brachylagus idahoensis)
- rod Bunolagus
  - králík říční (Bunolagus monticularis)
- rod Caprolagus
  - králík štětinatý (Caprolagus hispidus)
- rod Nesolagus
  - králík krátkouchý (Nesolagus netscheri)
  - Nesolagus timminsi
- rod Oryctolagus
  - králík divoký (Oryctolagus cuniculus)
- rod Pentalagus
  - králík japonský (Pentalagus furnessi)
- rod Poelagus
  - králík středoafrický (Poelagus marjorita)
- rod Pronolagus
  - králík rudonohý (Pronolagus rupestris)
  - králík skalní (Pronolagus randensis)
  - králík tlustoocasý (Pronolagus crassicaudatus)
  - Pronolagus saundersiae
- rod Romerolagus
  - králík lávový (Romerolagus diazi)
- rod Sylvilagus
  - podrod Tapeti
    - králík bažinný (Sylvilagus palustris)
    - králík lesní (Sylvilagus brasiliensis)
    - králík Nelsonův (Sylvilagus insonus)
    - králík středoamerický (Sylvilagus dicei)
    - králík vodní (Sylvilagus aquaticus)
    - Sylvilagus varynaensis

  - podrod Sylvilagus
    - králík Graysonův (Sylvilagus graysoni)
    - králík horský (Sylvilagus nuttallii)
    - králík mexický (Sylvilagus cunicularis)
    - králík pouštní (Sylvilagus audubonii)
    - králík východoamerický (Sylvilagus floridanus)
    -  Sylvilagus cognatus 
    -  Sylvilagus obscurus 

  - podrod Microlagus
    - králík drobný (Sylvilagus bachmani)
    - králík ostrovní (Sylvilagus mansuetus)
- rod zajíc (Lepus)